# 유진 리 양
유진 리 양(Eugene Lee Yang, 양유진, 1986년 1월 18일 ~ )은 한국계 미국인 배우, 제작자, 감독, 작가이다. 유튜브 채널 "더 트라이 가이즈"(The Try Guys) 4인방 중 한 명으로 유명하다.

## 출연 작품

### 영화
- 니모나 (2023) - 앰브로시어스 골덴로인 역 (애니메이션)

### 텔레비전
- 브루클린 나인-나인 (2019)
- 스타워즈: 비전스 (2023) - 애니메이션